# Жабко-Потапович, Лев Саввович
Лев Саввович Жабко-Потапович (18 июля 1890, Чигирин Российская империя — 18 ноября 1975 , Уилмингтон (Делавэр), США) — украинский религиозный и общественный деятель, баптистский пастор. Духовный писатель.

## Биография
Из дворян. Служил вольноопределяющим в 1-м Белгородском уланском Корпусе. После военной службы в 1913 окончил Киевский педагогический институт, работал инспектором школ.
Во время революции и Гражданской войны на Украине (1917—1921) был полковником армии Украинской Народной Республики, адъютантом командира Украинского пограничного корпуса генерала О. Пилькевича в г. Каменец-Подольский (ныне Хмельницкой области). Позже эмигрировал в Польшу. Работал учителем гимназии. В 1924 стал членом баптистской церкви.
В 1933—1939 редактировал журнал «Посланец правды» («Післанець правди») в г. Рава-Русская (Галиция). С 1935 — пастор во Львове.
В 1935—1939 возглавлял Объединение украинских баптистов в Галичине. Позже обучался в баптистской теологической семинарии в Гамбурге.
В 1947 эмигрировал в США (Честер, штат Пенсильвания), где продолжил издание журнала «Посланец правды» («Післанець правди») (1947—1975).
Соучредитель, президент и идейный теоретик Всеукраинского евангельско-баптистского братства (1949). Был пастором Евангелическо-баптистской церкви г. Честера, секретарь и вице-президент Объединения украинских евангелистских церквей в США.
Автор исторических исследований о украинском баптистском движении «Христове світло в Україні» (Виннипег; Честер, 1952; Чикаго, 1991), «Життя Церкви» (Виннипег-Чикаго, 1977), «Історія Українського Євангельсько-Баптистського Руху», статей, переводов и стихов, который печатались на страницах евангелистской периодики.
Участвовал в редактировании украинского перевода Библии И. Огиенко (Лондон, 1962). Член Британского библейского общества (1962).